# Fairhaven School (Аппер Марлборо, Меріленд)
Фейргевенська школа (англ. Fairhaven School) — приватний навчальний заклад для дітей віком від 5 до 19 років у місті Аппер-Марлборо, штат Меріленд. Це одна з понад 30 шкіл у США, заснованих на садберійській моделі. Модель має два основні положення: свобода в освіті та демократичне врядування.

## Історія
Фергевенську школу заснували у 1998 році у місті Аппер-Марлборо, штат Меріленд Марк і Кім Маккейґи після того, як дізналися про школу Долини Садбері у Фреймінґгамі, штат Массачусетс.

## Модель
Фейгевенська школа заснована на садберійській моделі, де учні можуть розпоряджатися своїм часом як їм заманеться, а школа управляється прямою демократією, у якій учні та персонал рівні. У школі немає уроків чи навчального плану, а учні несуть повну відповідальність за власне навчання, яке здійснюється побічно через досвід. Фейргевенська школа проводить гнучку політику відвідуваности, згідно з якою учні повинні бути присутніми протягом 5 годин на день, але можуть переміщатися між приміщеннями, якщо вони відповідають мінімальним вимогам щодо часу.

## Управління
Щосереди школа проводить засідання, на якому голосуванням приймають важливі рішення, як-от обрання персоналу та затвердження бюджету, і на якому  студенти та співробітники можуть робити оголошення та висувати пропозиції. Засідання ведуть голова та секретар. Усі присутні мають один голос під час цих зборів. Шкільні збори також діють як суд для перенаправлення та розгляду невинних. 

## Комітети і товариства
Багато аспектів школи визначають групи учнів, які утворюють різні комітети та товариства. У той час як такі комітети, як Судовий комітет, комітет з прибирання і комітет зі зв’язків з громадськістю працюють над підтриманням школи, такі товариства, як Кухонне товариство, Комп'ютерне товариство і навіть Товариство настільних ігор, регулярно зустрічаються для обговорення розподілення своїх коштів. Якщо є достатня підтримка студентів і ствердний результат голосування на шкільних зборах, може бути створена нова корпорація чи комітет.

## Судовий комітет
У школі є судовий комітет, який щодня збирається для розгляду скарг і карання порушників школи. Комітет складається з двох клерків, яких разом з їхніми заступниками обирають кожні шість тижнів, одного співробітника та одного учня, який служить двотижневий строк та на місці якого може бути будь-який інший. Щороку проводяться вибори для клерків закону, які виконують функції наглядачів за безперебійним функціонуванням комітету і судовими розглядами невинних на шкільних зборах. 
Учні можуть написати звинувачення на одношкільників або працівників персоналу за порушення правил прописаних у збірнику законів. Засідання Судового комітету відбувається наступним чином: спочатку збирають усю доступну інформацію про справу, як з відповідача, так і позивача. Після цього комітет вирішує, чи звинувачувати першого. Якщо йому пред'явили звинувачення, він має визнати себе або винним або невинним. Якщо особа визнає себе винною, її карають, якщо ж невинною, її справу передають до шкільних зборів для винесення остаточного рішення. У разі, коли злочин надзвичайно тяжкий для розгляду комітету, його передають до шкільних зборів для подальшого винесення вироку.

## Перебіг випуску
Для закінчення Фейргевенської школи учень повинен написати дипломну роботу про те, як він використав філософію школи, щоб стати ефективним дорослим. Тоді учень потрапляє на суд, що складається з однолітків з інших садберійських шкіл, який ретельно його випитує, щоб дізнатися його готовість закінчити школу. Якщо учень успішно проходить випит, йому дозволяють завершити навчання та видають диплом про закінчення середньої освіти.

## Галерея

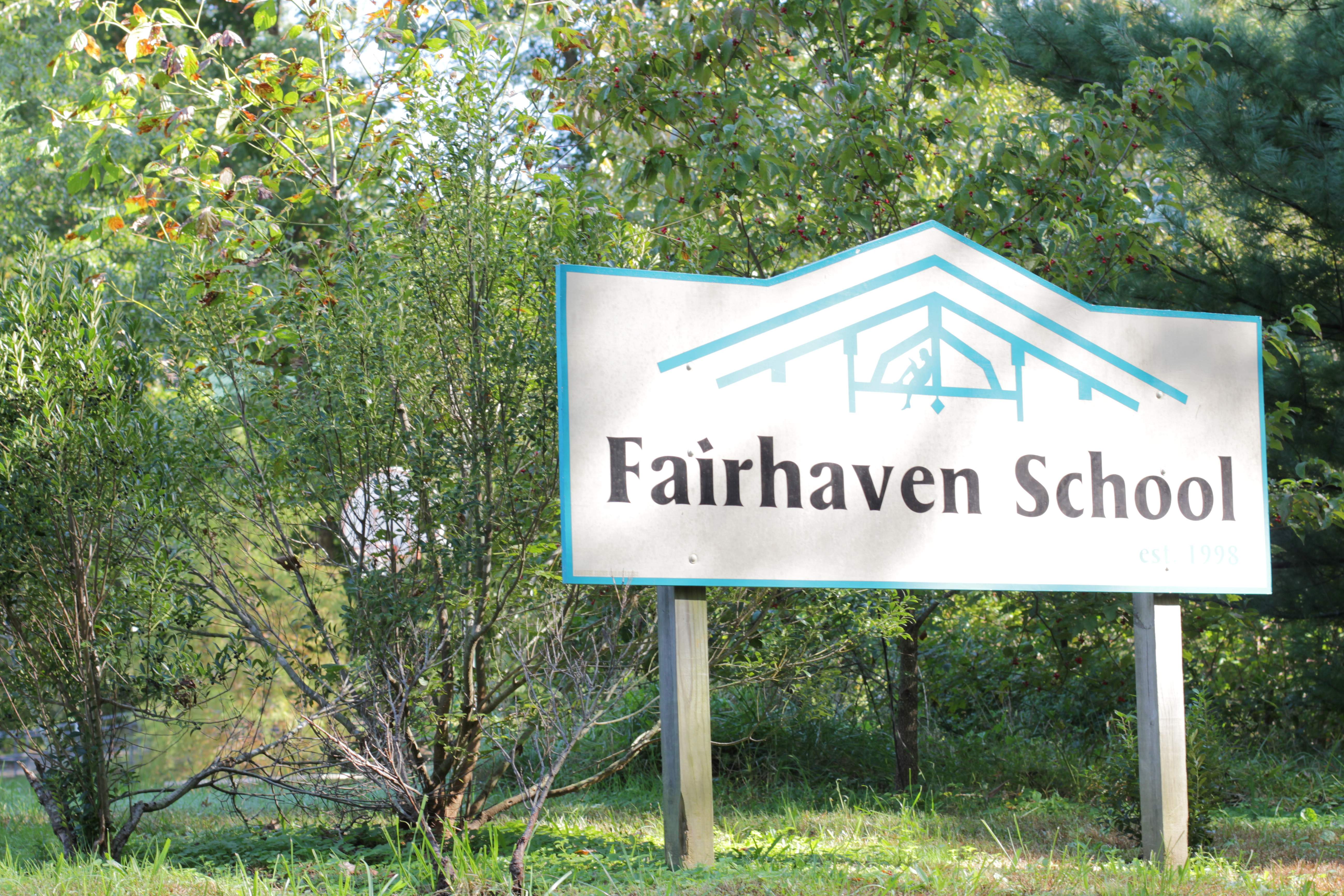
Табличка Фейргевенської школи
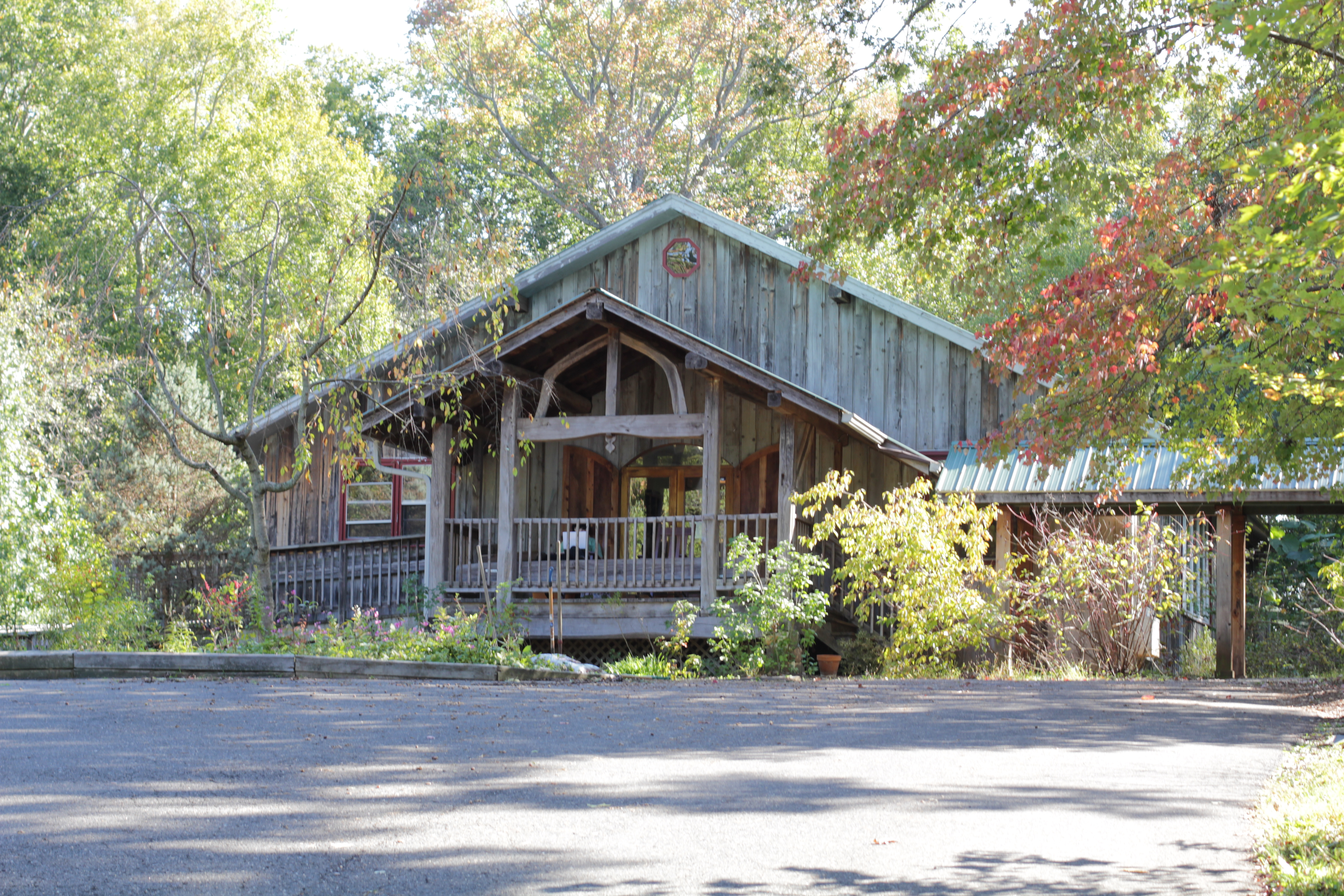
Старий будинок навесні
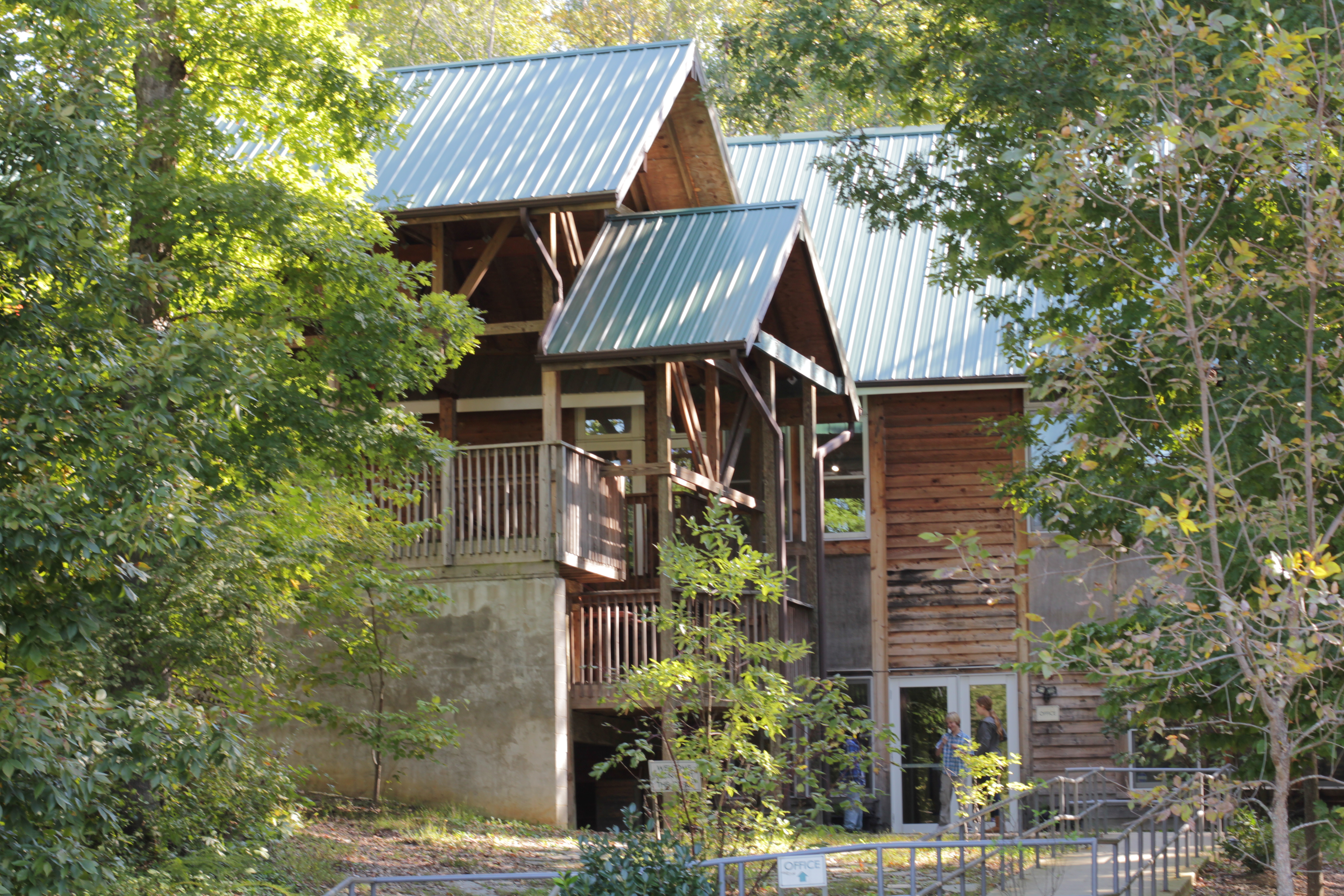
Новий будинок спереду
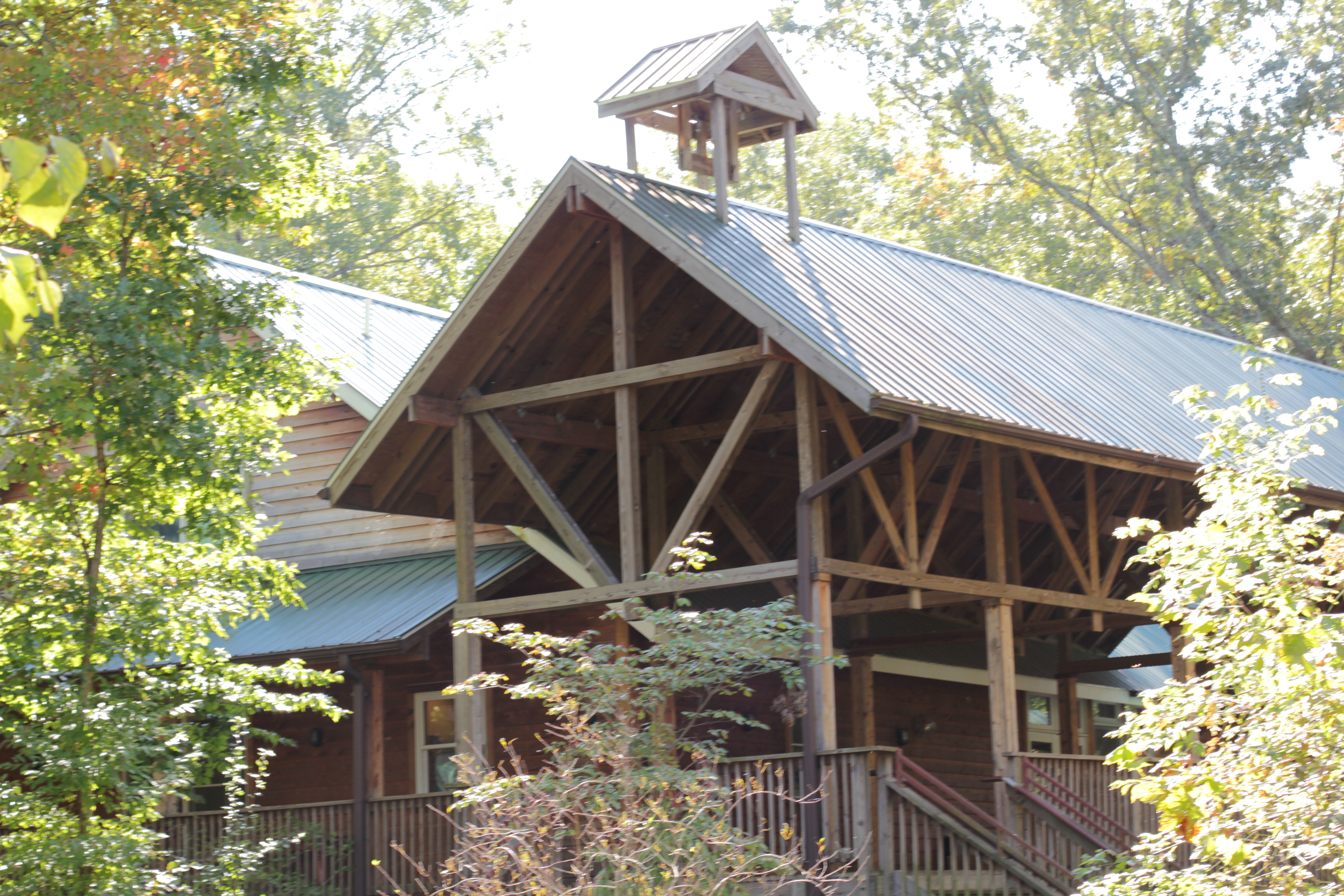
Новий будинок збоку

## Подальше читання
- Washington Post, без тестів, без домашніх завдань Короткий огляд демократичного шкільного середовища.
- Bayweekly, Крістофер Хігі, Ви б відправили своїх дітей до Ферхейвена Короткий огляд соціальної атмосфери школи Ферхейвен.
- CNN, Жак Вілсон, Unschoolers learn what they want, when they want Аналіз студентів, яких навчає Unschooled learning.